# 森川俊民
森川 俊民（もりかわ としたみ）は、江戸時代後期の大名・若年寄。下総国生実藩9代藩主。官位は従五位下・弾正忠、紀伊守、出羽守。

## 生涯
文化元年（1804年）または文化2年（1805年）、肥前国島原藩2代藩主・松平忠馮の八男として生まれる。文政11年（1828年）11月に生実藩の8代藩主・森川俊知の養子として迎えられ、文政12年（1829年）4月13日にはその長女・登志と結婚して婿養子となった。12月16日に従五位下・弾正忠に叙任される。天保9年（1838年）、俊知の死去により家督を継いだ。
天保12年（1841年）4月に日光祭祀奉行に任じられ、弘化3年（1846年）7月17日に大番頭に任じられる。嘉永元年（1848年）10月18日に奏者番に任じられ、嘉永5年（1852年）7月8日に若年寄に任じられ、出羽守に遷任する。安政2年（1855年）4月19日に若年寄の辞職を求めたが許されず、9月19日になって病気を理由に辞職を許され、直後の11月5日に死去した。享年52（または51）。
跡を三男の俊位が継いだ。

## 系譜
父母
- 松平忠馮（実父）
- 森川俊知（養父）

正室
- 登志 - 森川俊知の長女

子女
- 森川俊用（長男）
- 森川俊位（三男）

### 血筋
婿養子ながら、女系では森川氏の血を引く。
森川氏俊―土屋忠直室―土屋数直―土屋政直―土屋陳直―松平忠刻室―松平忠恕―松平忠馮―森川俊民